# Lea Schüller
Lea Schüller (født 12. november 1997) er en kvindelig tysk fodboldspiller, der spiller angreb for Bayern München i 1. Frauen-Bundesliga og Tysklands kvindefodboldlandshold.
Hun blev første gang udtaget til det tyske A-landshold i juni 2017 af landstræner Steffi Jones, men blev ikke udtaget til EM i fodbold for kvinder 2017 i Holland. Hun fik sin officielle debut den 20. oktober 2017 mod Island i en VM-kvalifikationskamp. Hun deltog også under VM i kvindefodbold 2019 i Frankrig, hvor hun scorede til 3–0 resultatet i en gruppekamp mod Nigeria.
Hun var også med til at vinde Frauen-Bundesliga for første gang med Bayern München. Den efterfølgende sæson blev hun ligaens topscorer med 16 mål og klubbens med 20 mål i alle turneringer.